# Zgornja Volta
Zgornja Volta (francosko Haute Volta) je bilo od leta 1919 do  1960 ime francoske kolonije, po tem letu pa do 1984 uradno ime neodvisne države v Zahodni Afriki, ki se danes imenuje Burkina Faso. Staro ime nakazuje, da država leži ob zgornjem toku reke Volte. Le-ta je razdeljena na tri dele, imenovane Črna Volta, Bela Volta in Rdeča Volta, kar so prikazovale tudi barve tedanje državne zastave.